# Lípid amfipàtic

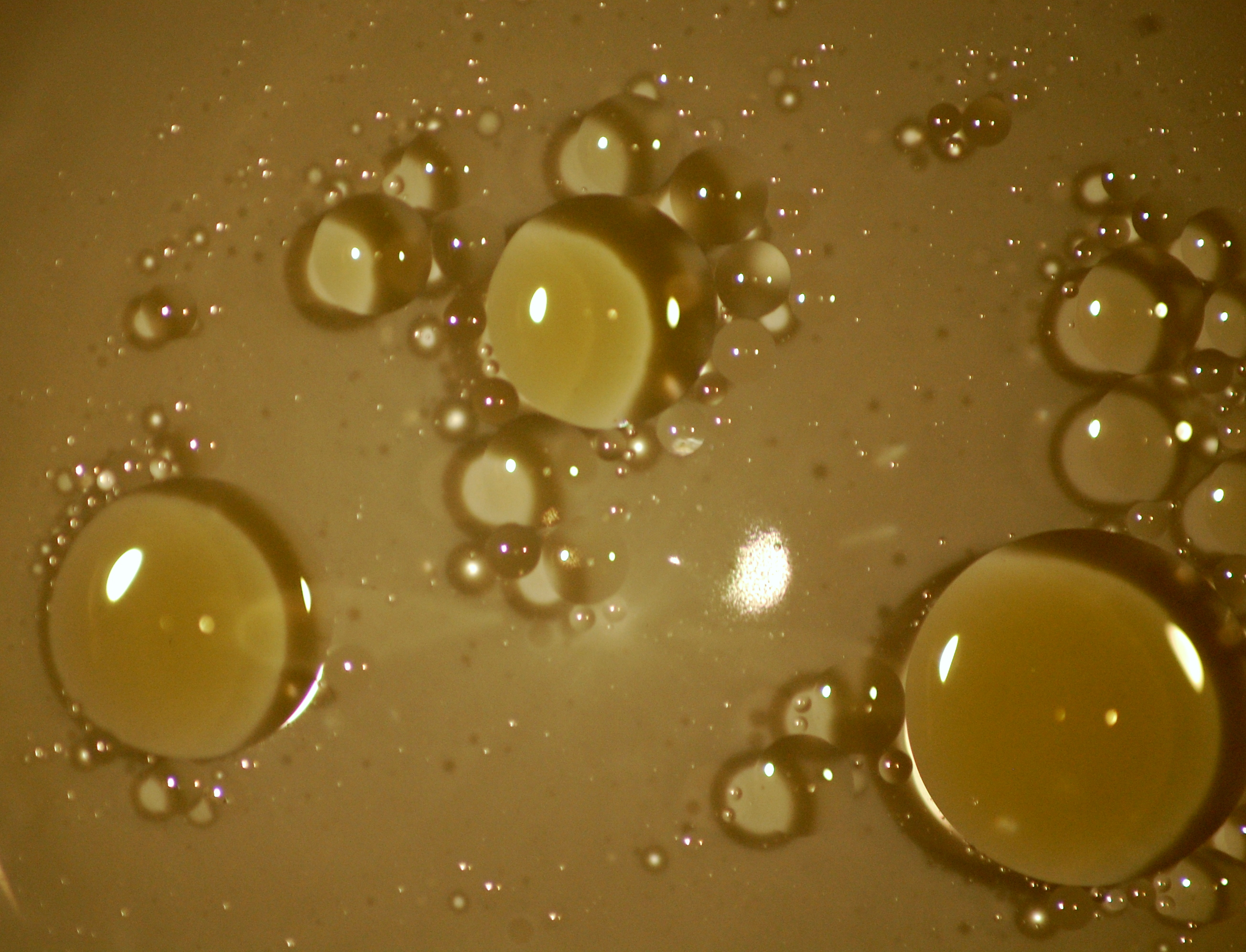
Propietat amfipàtica

Un lípid amfipàtic o anfifílic és una molècula de naturalesa lipídica que consta d'una part polar i una apolar.
La part polar és deguda a una distribució desigual de les càrregues: un dels àtoms de la part polar de la molècula atrau amb més força els electrons, a conseqüència de la seva electronegativitat, acumulant així una densitat de càrrega negativa; un dels altres àtoms, en canvi, perd els electrons davant d'aquest àtom electronegatiu gràcies a la seva electropositivitat, acumulant d'aquesta manera una densitat de càrrega positiva. La part apolar es caracteritza per una distribució equilibrada de les càrregues, sent així neutre. La unió d'aquestes dues parts amb característiques oposades genera una molècula amb diferent afinitat per l'aigua. Trobem un extrem polar hidròfil, el qual té capacitat per crear ponts d'hidrogen amb l'aigua, i un extrem apolar hidròfob, que té una baixa afinitat per l'aigua i per tant, la rebutja.
La composició química dels lípids amfipàtics no és fixa, ja que hi ha una gran varietat de lípids amfipàtics de diferent naturalesa. Per exemple, podem trobar-ne alguns que contenen àcids grassos mentre que d'altres provenen de la molècula isoprè.

## Classificació
Es poden classificar els lípids amfipàtics segons el grup polar que els caracteritza.

### Àcids grassos
Un àcid gras és una biomolècula orgànica de naturalesa lipídica constituïda per una llarga cadena hidrocarbonada lineal. Aquesta cadena hidrocarbonada té un nombre parell d'àtoms de carboni, i en l'extrem de la qual és present un grup carboxil. Els àtoms de carboni estan units mitjançant enllaços covalents dobles o senzills.

### Acilacilglicerols
Són èsters d'àcids grassos amb un glicerol. S'obtenen mitjançant una reacció de condensació anomenada esterificació. La molècula de glicerol (glicerina) pot reaccionar fins amb tres molècules d'àcids grassos, ja que té tres grups hidroxil.
Els tipus d'acilacilglicerols són els següents:
- Monoacilacilglicerols: tan sols presenten un àcid gras unit a la molècula de glicerina.
- Diacilacilglicerols: la molècula de glicerina es troba unida a dos àcids grassos.
- Triacilacilglicerols: també s'anomenen triacilglicerols, ja que la glicerina està unida a tres àcids grassos.

### Glicerolípids
Els glicerolípids estan formats per glicerol estratificat en les posicions sn-1 i sn-2 amb àcids grassos.
El grup OH del carboni sn-3 del glicerol pot presentar-se esterificat de les següents maneres:
- Amb un sucre, donant lloc als glicoglicerolípids:

Són lípids compostos per glicerol, àcids grassos i un sucre. En ells, el glicerol està esterificat en els carbonis C1 i C2a àcids grassos. Cal destacar l'abundància de l'àcid linolènic. El grup OH del C3 del glicerol forma part d'un enllaç glicosídic amb el grup OH en posició 1 d'un monosacàrid. En alguns casos, el component glicosídic de la molècula és un disacàrid o un trisacàrid.
Un dels més abundants és el b – galactosildiacilglicerol, el qual està present en les membranes dels cloroplasts.
- Amb un àcid ortofosfòric, formant els fosfoglicerolípids (els quals també poden presentar altres substituents):

En els fosfoglicerolipids, els C1 i C2 del glicerol es troben esterificats a àcids grassos. El C3 del glicerol, es troba esterificat també, però amb àcid ortofosfòric. Aquesta molècula és l'àcid fosfatídic i pot considerar-se com la molècula a partir de la qual es formen els diversos tipus de fosfoglicerolípids. És a dir, l'àcid fosfatídic es considera el precurçor dels diferents fosfoglicerolípids existents.
Aquest àcid, doncs, pot estar esterificat a un segon alcohol, originant així la varietat de fosfolípids.
1. Quan el segon alcohol és un alcohol nitrogenat com ara la colina, l'etanolamina o la serina s'obtenen, respectivament els següents compostos.
  1. colina: fosfatidilcolina (també anomenada lecitina)

Colina

1. 1. etanolamina: fosfatidiletanolamina (o cefalina)
  2. serina: fosfatidilserina.
2. El segon alcohol també pot ser un polialcohol cíclic, com ara l'inositol, amb la qual cosa s'origina un fosfoinosítid o, cosa que és el mateix, un fosfatidilinositol. Aquests lípids formen part de les membranes, i en ser atacats per fosfolipases, alliberen inositol fosfat, una molècula que actua com a segon missatge de l'acció hormonal.
3. El segon alcohol pot ser una molècula de glicerol, de manera que s'originen els fosfatidilglicerols.

Podria donar-se el cas que un grup fosfat de l'àcid fosfatídic estigués esterificat amb una altra molècula de fosfatidilglicerol, amb la qual cosa s'obtindria un difosfatidilglicerol (o cardiolipina). Són especialment abundants en les membranes bacterianes i en la membrana interna mitocondrial.
Els fosfoglicerolípids poden perdre un dels seus àcids grassos, donant lloc a un lisofosfoglicerolípid, també anomenats lisolecitines. Les lisolecitines tenen activitat detergent, i destrueixen amb facilitat estructures de membrana.
En altres casos, són alcohols grassos els que s'uneixen al glicerol mitjançant enllaços tipus èter, donant lloc als esterofosfàtids. Aquests derivats es troben en la membrana plasmàtica dels bacteris termòfils i halòfils; i són extraordinàriament resistents a les reaccions d'hidròlisi.

### Esfingolípids
Els esfingolípids, també anomenats ceramides, estan constituïts per un alcohol nitrogenat anomenat esfingosina. L'esfingosina apareix normalment N – substituïda, formant d'aquesta manera un enllaç amida amb un àcid gras (el qual generalment es presenta insaturat).
Aquesta N – acilesfingosina rep el nom de ceràmid o ceramida. L'esfingosina té una gran analogia estructural amb un monoacilglicerol, ja que una llarga cadena hidròfoba de 15 carbonis està unida a un extrem polar amb tres carbonis, amb dues funcions hidroxil i una funció amida. El ceràmid, tanmateix, és anàleg a un diacilglicerol, amb dues llargues cadenes hidròfobes i un residu tri carbonat, el qual recorda al glicerol.
Els lípids que contenen ceràmids es classifiquen en dos grups:
- Els glicoesfingolípids (també anomenats glicolípids): En moltes classificacions es troben enquadrats en el grup dels fosfolípids. Són formats per un ceràmid (esfingosina unida a un àcid gras mitjançant un enllaç amida) esterificat amb un grup fosfat, el qual s'esterifica a la vegada amb alcohols nitrogenats (colina, etanolamina). Els més abundants són els anàlegs estructurals de la fosfatidilcolina i de la fosfatidiletanolamina, que s'anomenen ceramidafosforilcolina i ceramidafosforiletanolamina.
- Els fosfoesfingolípids (també anomenats esfingomielines): Estan formats per un ceràmid unit mitjançant un enllaç beta glicosídic a un sucre (que pot ser monosacàrid o oligosacàrid). El ceràmid sol contenir àcids grassos de cadena molt llarga, com ara el lignocèric, el nervònic o el cerebrònic. Els monosacàrids que apareixen en aquests lípids són els següents: 
  - Glucosa
  - Galactosa
  - L–Fucosa
  - N–acetilglicosamina
  - N–acetilgalactosamina
  - Àcid siàlic

S'han descrit fins a 130 varietats diferents i, moltes vegades, estan implicats en funcions de reconeixement en la superfície; com ara reconeixement d'antígens sanguinis, receptors de bacteris i virus, marcadors tumorals, etc.
Si el sucre és un monosacàrid, es tracta d'un cerebròsid. Els cerebròsids més abundants contenen glucosa o galactosa.
Si el ceràmid està unit a un oligosacàrid (entre 5 i 7 unitats) el compost resultant és un globòsid. Si l'oligosacàrid conté àcid siàlic, el glicoesfingolípid resultant rep el nom de gangliòsid.

### Esteroides
Els esteroides són derivats del nucli de l'esterà, el qual es compon de carboni i hidrogen formant un quatre anells fusionats, tres hexagonals i un pentagonal. Es caracteritza per tenir 17 àtoms de carboni. Dins d'aquest gran grup cal destacar el colesterol i els àcids biliars.

## Síntesi
Depenent de quina classe de lípid amfipàtic sigui aquest es sintetitzarà d'una forma o d'una altra. Hi ha lípids amfipàtics saponificables (amb àcids grassos) o insaponificables (sense àcids grassos).

### Lípids amfipàtics saponificables
Són aquells que poden dur a terme una reacció de saponificació, és a dir, aquells que s'han format a partir de la reacció d'un àcid gras amb un alcohol i que poden convertir-se en una sal d'àcid gras o sabó.
- acilacilglicerols: es formen per l'esterificació d'un glicerol amb un, dos o tres àcids grassos (mono/di/triacilacilglicerols respectivament).
- glicerolípids:
  - glicoglicerolípids: dos àcids grassos s'uneixen amb un enllaç èster al carboni 1 i 2 d'un glicerol, al tercer carboni d'aquest s'hi uneix, mitjançant un enllaç glicosídic, un sucre que pot estar o no modificat.
  - fosfoglicerolípids: dos àcids grassos, normalment un saturat i un insaturat, s'uneixen respectivament amb un enllaç èster al primer i al segon carboni del glicerol i el tercer carboni d'aquest s'uneix amb un enllaç fosfodièster un grup fosfat. El grup fosfat pot unir-se, a la vegada, a altres molècules donant lloc a diferents compostos. (a vegades podem trobar que un dels àcids grassos està unit al glicerol amb un enllaç èter)
- esfingolípids:
  - glicoesfingolípids: un àcid gras s'uneix al carboni 2 d'una esfingosina (aminoalcohol) amb un enllaç amida i al carboni 1 d'aquest s'uneix un sucre amb un enllaç glicosídic.
  - fosfoesfingolípids: igual que en els glicoesfingolípids un àcid gras s'uneix a una esfingosina pel seu segon carboni mitjançant un enllaç amida, però en comptes d'unir-se un sucre s'uneix un grup fosfat al carboni 1 amb un enllaç fosfodièster.

#### Enllaços
- enllaç èster: el grup carboxil de l'àcid gras reacciona amb el grup hidroxil de l'alcohol donant lloc a un èster i una molècula d'aigua.

-COOH + -CH₂OH → -CO-O-C- + H₂O
- Enllaç fosfodièster: el grup hidroxil d'un alcohol s'uneix al grup hidroxil (normalment ionitzat → O-) del grup fosfat donant lloc a un èster entre l'alcohol i el fosfat i a una molècula d'aigua. S'anomena fosfodiester perquè sovint un dels altres grups hidroxil del fosfat està unit a una altra molècula (R) mitjançant un enllaç èster.

-CH₂OH + HO-POO--O-R → -CH₂-O-POO--O-R + H₂O
- Enllaç glicosídic: el grup hidroxil de l'alcohol s'uneix al grup hidroxil del sucre de forma que les dues molècules queden unides per un oxigen i es desprèn una molècula d'aigua.

-CH₂OH + HOC- → -CH₂-O-C- + H₂O
- Enllaç amida: el grup NH₂ (amino) de l'esfingosina s'uneix al grup carboxil de l'àcid gras donant lloc a una amida i a una molècula d'aigua.

-CHNH₂ + HOOC- → -CHNH-OC + H₂O
- reacció de saponificació: l'àcid gras reacciona amb una base forta (NaOH o KOH) donant lloc a una sal d'àcid gras o sabó i a una molècula d'aigua.

-COOH + X-OH → -COOX + H₂O

#### Lípids amfipàtics no saponificables
Són aquells que no poden dur a terme una reacció de saponificació perquè no contenen àcids grassos. Com que la naturalesa dels lípids amfipàtics no saponificables és molt diversa explicarem la síntesi d'aquells més importants que són els que formen part dels esteroides, com el colesterol i els àcids biliars.
- colesterol:

Colesterol

1. S'uneixen tres molècules d'acetil-CoA formant 3-hidroxi-3-metilgutaril-CoA (HMG-CoA)
2. L'HMG-CoA es converteix en mevalonat
3. El mevalonat es transforma en isopentil pirofosfat, molècula basada en l'isoprè, perdent CO₂
4. S'uneixen sis isopetils pirofosfats donant lloc a escualè
5. L'escualè es ciclitza formant lanosterol
6. El lanosterol, després de diverses transformacions (pèrdua de tres grups metil, desplaçament d'un doble enllaç i reducció d'un doble enllaç), es converteix en colesterol

- àcids biliars: es sintetitzen a partir del colesterol

1. La seva síntesi comença amb la hidroxilació del colesterol a la posició 7 per un enzim
2. Després de múltiples transformacions s'obtenen dos tipus d'àcids biliars, àcids primaris (àcid còlic i quenodeoxicòlic), aquests es poden conjugar amb altres àcids formant àcid glicocòlic i taurocòlic.
3. Un cop aquests àcids són excretats, els bacteris anaeròbics del còlon els converteixen en la resta d'àcids biliars.

## Propietats físiques dels lípids amfipàtics
Una de les propietats més importants dels lípids amfipàtics és la capacitat de formació de micel·les, ja siguin monocapes o bicapes.
Quan els lípids amfipàtics es troben en contacte amb l'aigua, es disposen de forma que la part hidròfila es submergeix en aquesta i la part hidròfoba queda cap enfora, formant una monocapa. Si per agitació de l'aigua les molècules lipídiques s'enfonsen, s'originen unes estructures esfèriques o gairebé esfèriques anomenades micel·les; aquestes seran micel·les monocapes.
Les micel·les monocapa poden ser molt petites i no tenir contingut en el seu interior o, en canvi, envoltar aire creant un efecte escumós o bé envoltant lípids creant un efecte emulsionant (funció de transport).
Quan la micel·la conté en el seu interior un líquid polar com per exemple l'aigua, es crea una estructura en forma de bicapa; la qual serà la precursora de les membranes cel·lulars.

## Funcions principals
Totes les membranes biològiques estan formades per molècules amfipàtiques que es classifiquen en tres tipus principals: fosfolípids, glicolípids i colesterol. Els lípids amfipàtics representen el 98% del component lipídic de les membranes i les propietats físico-químiques d'aquestes molècules són les que confereixen a les membranes de les seves importants propietats biològiques.
Les membranes que constitueixen el sistema de membranes intern característic de la cèl·lula eucariota (les membranes dels orgànuls cel·lulars), presenten una composició i estructura molt similars a les de la membrana plasmàtica. Per tant, per entendre la localització cel·lular dels lípids amfipàtics, convé donar importància a la formació, l'estructura i les característiques de les membranes biològiques, ja que són aquestes les que monopolitzen la presència dels lípids amfipàtics dins la cèl·lula.

### Síntesi de membranes biològiques
Els lípids amfipàtics tenen en comú la possessió d'un extrem polar unit a una cua hidrofòbica. Tot i que la naturalesa del cap polar és molt variable en els diversos lípids amfipàtics, és possible descriure una sèrie de propietats que són comunes a totes aquestes molècules.
Una característica important en l'estudi dels lípids amfipàtics és l'índex de relació entre les seccions transversals de l'extrem polar i de la part hidrofòbica. D'aquesta manera, es troben molècules amfipàtiques cilíndriques (en les quals l'índex és sensiblement igual a 1) o de molècules còniques (en les quals la secció transversal del cap polar és major que la de la cua hidrofòbica. Depenent de la naturalesa cilíndrica o cònica dels lípids amfipàtics, s'agruparan d'una manera o d'una altra.
Els lípids poden agrupar-se formant unions de moltes molècules sense utilitzar enllaços covalents. Sobre la base de l'estructura amfipàtica, en presència d'aigua, les cues hidrofòbiques tendeixen a interaccionar entre si, creant un espai hidrofòbic del qual l'aigua és exclosa i dins el qual poden quedar atrapades altres molècules hidrofòbiques. Per contra, l'extrem polar interacciona amb l'aigua, la qual es troba solvatada, impedint que la cua hidrofòbica tingui contacte amb el medi polar. Aquest procés, s'anomena efecte hidrofòbic i és el responsable que en presència d'un medi polar, els lípids amfipàtics tinguin la important propietat de l'autoestructuració podent formar: monocapes, micel·les o bicapes.
Mentre que els àcids grassos cuneïformes constitueixen micel·les esfèriques, els fosfolípids i els glicolípids tubulars formen capes dobles planes, és a dir, biomembranes. Les cues lipofíliques d'aquests lípids interaccionen amb la part insoluble a l'aigua i mantenen la unió molecular junta gràcies a l'efecte hidrofòbic i a les forces de Van der Waals. El conjunt de caps hidròfils situats a la superfície de les capes de membranes interaccionen amb el medi aquós a través de ponts d'hidrogen i, si és necessari, també ho poden fer amb enllaços iònics. És a dir, les membranes biològiques es formen a partir de la unió de dues monocapes lipídiques de manera que les cues hidrofòbiques queden orientades cap a l'interior de l'estructura i els caps polars cap a l'exterior donant lloca a l'estructura coneguda com a bicapa. La bicapa lipídica es distingeix clarament mitjançant l'observació al microscopi, ja que s'aprecien dues bandes fosques (caps polars) separades per una banda més clara (cues hidrofòbiques).
La doble capa lipídica de les membranes biològiques és semipermeable i actua com a barrera per les molècules polars i carregades. D'aquesta manera, separa medis aquosos dividint l'interior de l'exterior, el citosol de l'espai extracel·lular. Gràcies al seu alt component lipídic, les biomembranes no són estructures rígides sinó sistemes dinàmics i flexibles amb components mòbils, fet pel qual es descriuen com un model de “mosaic fluid”.

### Les membranes biològiques són estructures dinàmiques
Els estudis amb membranes sintètiques han mostrat que les molècules de fosfolípids individuals es mouen en el pla de la membrana, poden girar al voltant del mateix eix o realitzar moviment de gir que poden canviar d'una capa a l'altra. És per això que té lloc un canvi de localització entre molècules de fosfolípids veïnes dins d'una capa en menys d'1 microsegon (106 canvis de lloc per segon). Aquesta mobilitat lateral dels lípids amfipàtics (fosfolípids) es produeix també en membranes biològiques. Per exemple, una molècula de fosfolípid pot girar al voltant d'un eritròcit en fraccions de segon, mentre que els moviments transversals espontanis d'una cap a l'altra – també coneguts com a flip-flop – són menys comuns (aproximadament, un canvi de lloc per dia). Per tant, una membrana té una dinàmica molt particular que li confereixen els lípids amfipàtics. La fluïdesa de les membranes depèn essencialment de la longitud i del grau de saturació de la cadena alquil dels seus fosfolípids. Com més curts i menys saturats siguin, major fluïdesa tindrà la membrana. Les cadenes alquil curtes mostren una menor tendència a l'associació que les cadenes llargues; les cadenes alquil insaturades disminueixen l'espessor de l'empaquetament de les cadenes laterals hidrofòbiques a través dels seus doblegaments. La fluïdesa de les membranes biològiques està influïda també pel colesterol. Tot i que els dos grups de lípids amfipàtics (fosfoacilglicerols i esfingolípids) tenen diferències químiques bàsiques, el colesterol és, no obstant, funcionalment equivalent. És a dir, l'anell esteroide del colesterol juntament amb la cadena lateral alquil forma un cos hidrofòbic lleugerament doblegat, sobre el qual es col·loca la resta de la molècula com si fos un cap polar. El sistema de l'anell esteroide immobilitza, per tant, les cadenes laterals alquil dels fosfolípids i mitjançant aquesta immobilització, fixa la membrana. És per això que tot i que en les membranes biològiques predominen els fosfolípids, la membrana plasmàtica de les cèl·lules eucariotes, té una part relativament elevada de colesterol (un 20% dels lípids totals).

### Distribució asimètrica i càrrega dels lípids amfipàtics
La distribució dels lípids en les membranes destaca per la seva asimetria. Hi ha lípids que només es troben a la monocapa externa mentre que d'altres són característics de la monocapa interna. D'aquesta manera, la fostatidiletanolamina, la fosfatidilserina i el fostatdilinositol apareixen quasi únicament en el costat intern citosòlic de la membrana plasmàtica d'eritròcits però no en el costat extern extracel·lular. Al contrari, la fosfatidilcolina i l'esfingomielina es troben amb molta més freqüència en la capa externa de la membrana que no en la cap interna. La conseqüència d'aquesta desigualtat en la distribució de lípids amfipàtics entre les dues monocapes és la següent. Atès que la fosfatidilserina i la fosfatidiletanolamina estan carregades negativament mentre que la fosfatidilcolina i l'esfingomielina són neutres, la monocapa interna (citosòlica) està carregada negativament.
La diferència de càrregues és essencial per la producció d'una diferència de potencial elèctric en les cèl·lules excitables (neurones i cèl·lules musculars). Per tant, la capacitat de l'extrem polar dels lípids amfipàtics de carregar-se i a la distribució asimètrica d'aquests en les dues monocapes de la membrana afavoreix l'aparició del potencial de membrana el qual és necessari per afavorir la transmissió d'impulsos nerviosos.
En conclusió, la presència dels lípids amfipàtics en les membranes biològiques de les cèl·lules eucariotes té un paper essencial en l'estructura, les propietats químiques i les funcions d'aquestes.

## Altres funcions
Cada lípid també duu a terme funcions específiques que en molts casos no estan relacionades amb el seu caràcter amfipàtic.
Àcids grassos i acil acilglicerols
- Produeixen energia aportant a la cèl·lula més energia que els glúcids i les proteïnes.
- Són els principals constituents del teixit adipós on es troben emmagatzemats en forma de triacilglicerols i tenen la funció d'impermeabilitzar i aïllar tèrmicament.
- Formen part de les membranes cel·lulars com a components dels fosfolípids.
- Són precursors dels icosanoides.

Fosfoglicerolípids i fosfesfingolípids (fosfolípids)
- Formen part de la membrana cel·lular on es disposen formant bicapes gràcies al seu caràcter amfipàtic.
- Formen part del surfactant pulmonar que evita el col·lapsament dels alvèols durant la fase d'expiració de la respiració, actuen com a tensioactius.[1]
- Formen part de la bilis on tenen la funció de formar micel·les.
- Activen enzims: destaca la seva participació en les cascades de coagulació de la sang.
- Són l'inici de la síntesi de substàncies de senyalització cel·lular.

Glicoglicerolípids i glicoesfingolípids (glicolípids)
- Formen part de la part externa de la membrana cel·lular on juntament amb les glicoproteïnes i els proteoglicans formen el glicocàlix.
- Duen a terme el reconeixement cel·lular com a receptors d'antígens.

Esfingolípids o ceramides
- Estan implicades a la l'apoptosi cel·lular.
- Regulen la proliferació i la diferenciació cel·lular
- Actuen com a senyalitzadors cel·lulars amb funcions de reconeixement biològic.

Esteroides
Com que les funcions dels esteroides són molt variades tractarem les d'aquells estroides més rellevants a nivell amfipàtic: el colesterol i els àcids biliars.
- El colesterol és un component estructural de la membrana cel·lular i regula la seva fluïdesa i permeabilitat.
- A partir del colesterol es produeix la síntesi de molts esteroides com ara els àcids biliars, les hormones esteroides i la vitamina D.
- Les sals biliars, derivades dels àcids biliars, emulsionen greixos a l'intestí afavorint l'acció de les lipases i l'absorció intestinal.